# Традесканция полосатая
Традеска́нция полоса́тая, или традесканция вися́чая, или зебри́на висячая (лат. Tradescántia zebrína) — вид растений рода Традесканция (Tradescantia) семейства Коммелиновые (Commelinaceae). Популярное комнатное и почвопокровное растение.

## Название
Род был назван Карлом Линнеем в честь отца и сына Традескантов, английских естествоиспытателей, путешественников и коллекционеров — Джона Традесканта — старшего (1570—1638) и Джона Традесканта — младшего (1608—1662).
Видовой эпитет zebrina переводится как «полосатая как зебра» (англ. zebra-striped).

## Описание
Многолетнее травянистое растение с ветвящимися, полегающими тонкими облиственными стеблями до 1,8—2 м длиной, укореняющимися в узлах.
Листья 2,5—10 × 1,5—3,5 см, очерёдные, яйцевидно-продолговатые, округлые у основания и заострённые на концах, несколько мясистые, голые или с рассеянными волосками, сверху лиловато-зелёные с двумя абаксиальными зеленовато-серебристыми и иногда с дополнительными лиловыми полосами, снизу — пурпурные. Влагалище листа 8—12 × 5—8 мм, плёнчатое, длиннореснитчатое на раструбе. 
Соцветия терминальные, частично прикрытые листовидными, узкими, реснитчатыми прицветниками. Цветоносы 1,5—11 см. Цветки актиноморфные. Чашелистики 4—5 мм длиной и 1,5 мм шириной, ланцетные или продолговато-ланцетные, прозрачные, срастаются в узкую трубку. Лепестки розовые, яйцевидные, притуплённые на конце, около 6 мм длиной, в нижней части срастаются в трубку. Тычиночные нити бородчатые.
Плод — 3-гнёзная локулицидная коробочка, в каждом гнезде по 2 морщинистых семени.

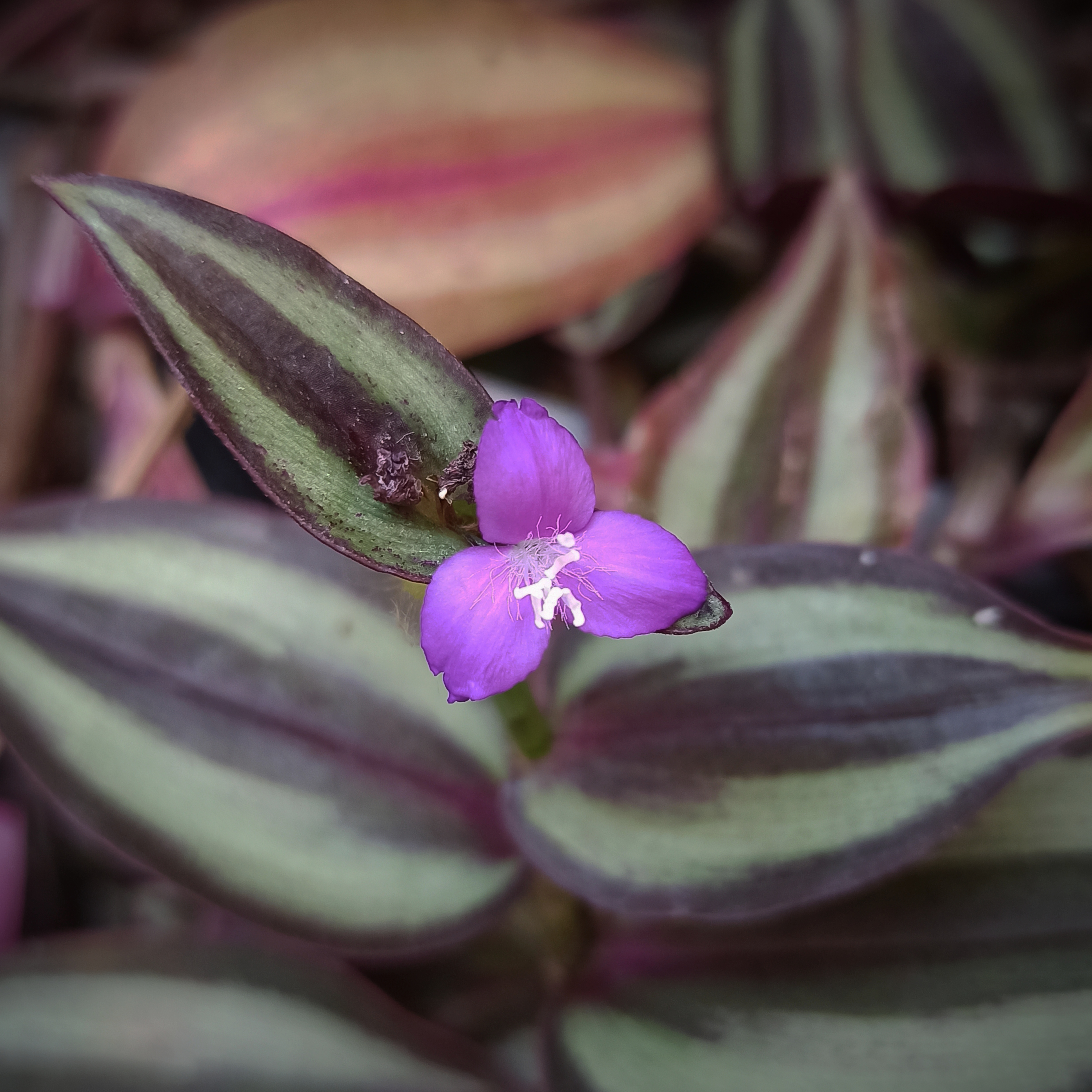
Цветок
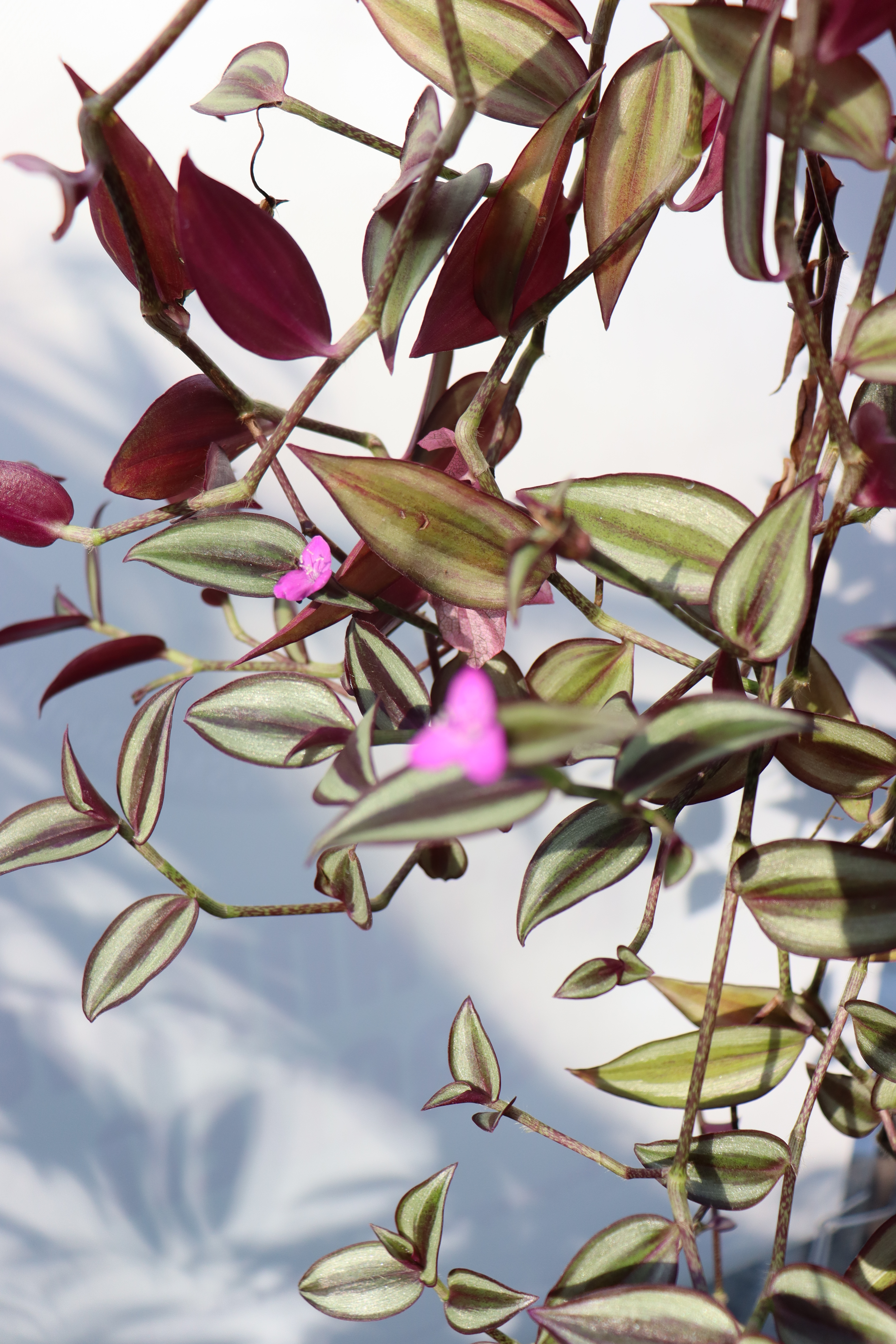
Цветущие побеги, свисающие с кашпо
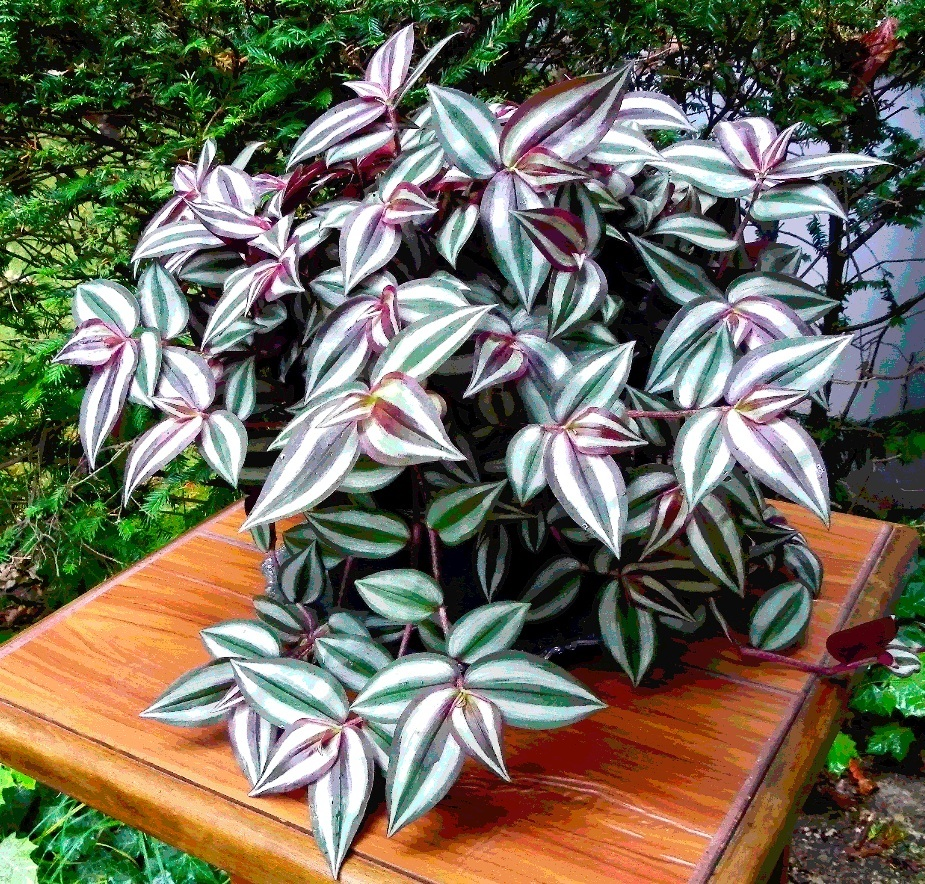
Вегетирующее растение в цветочном горшке
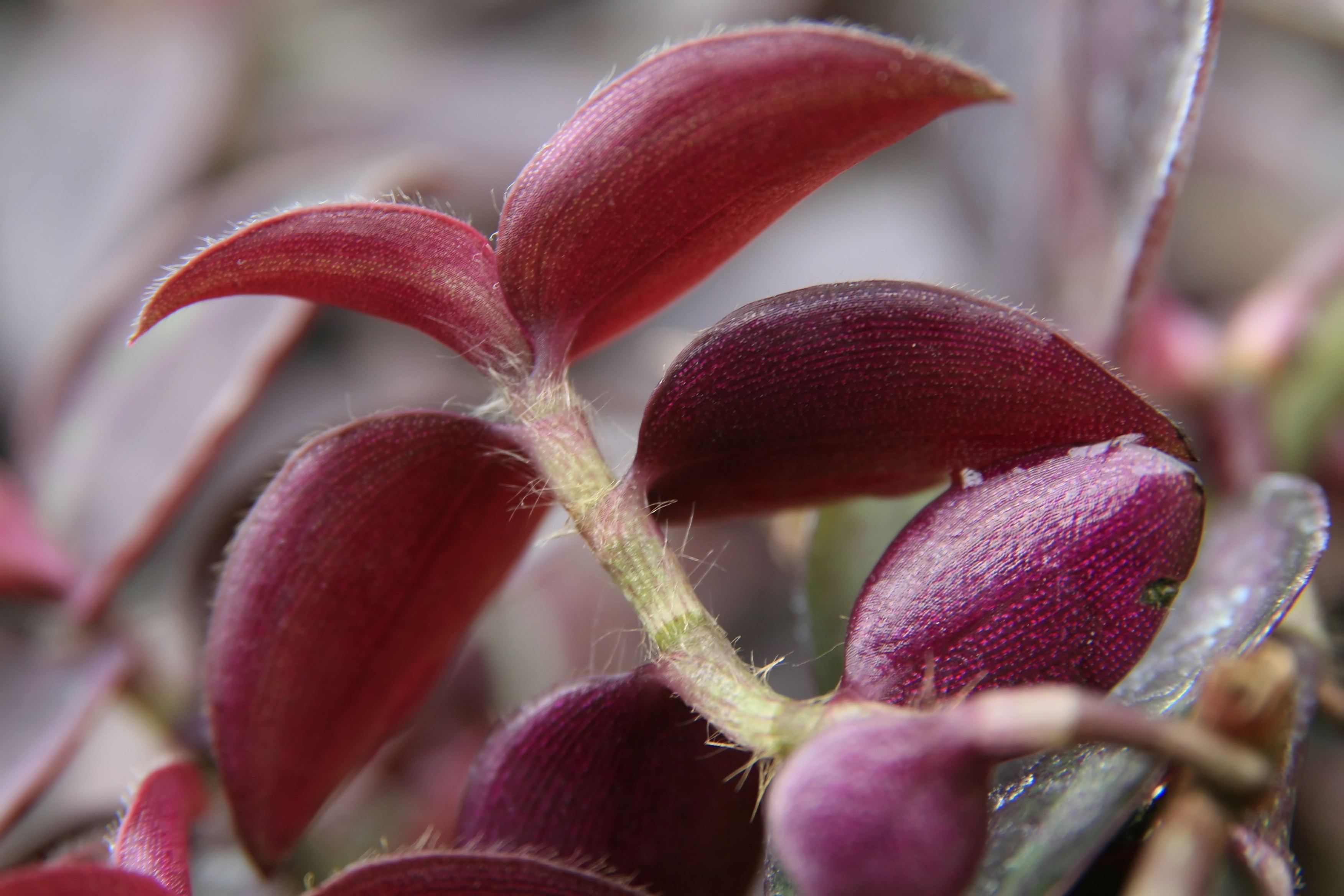
Листья с испода
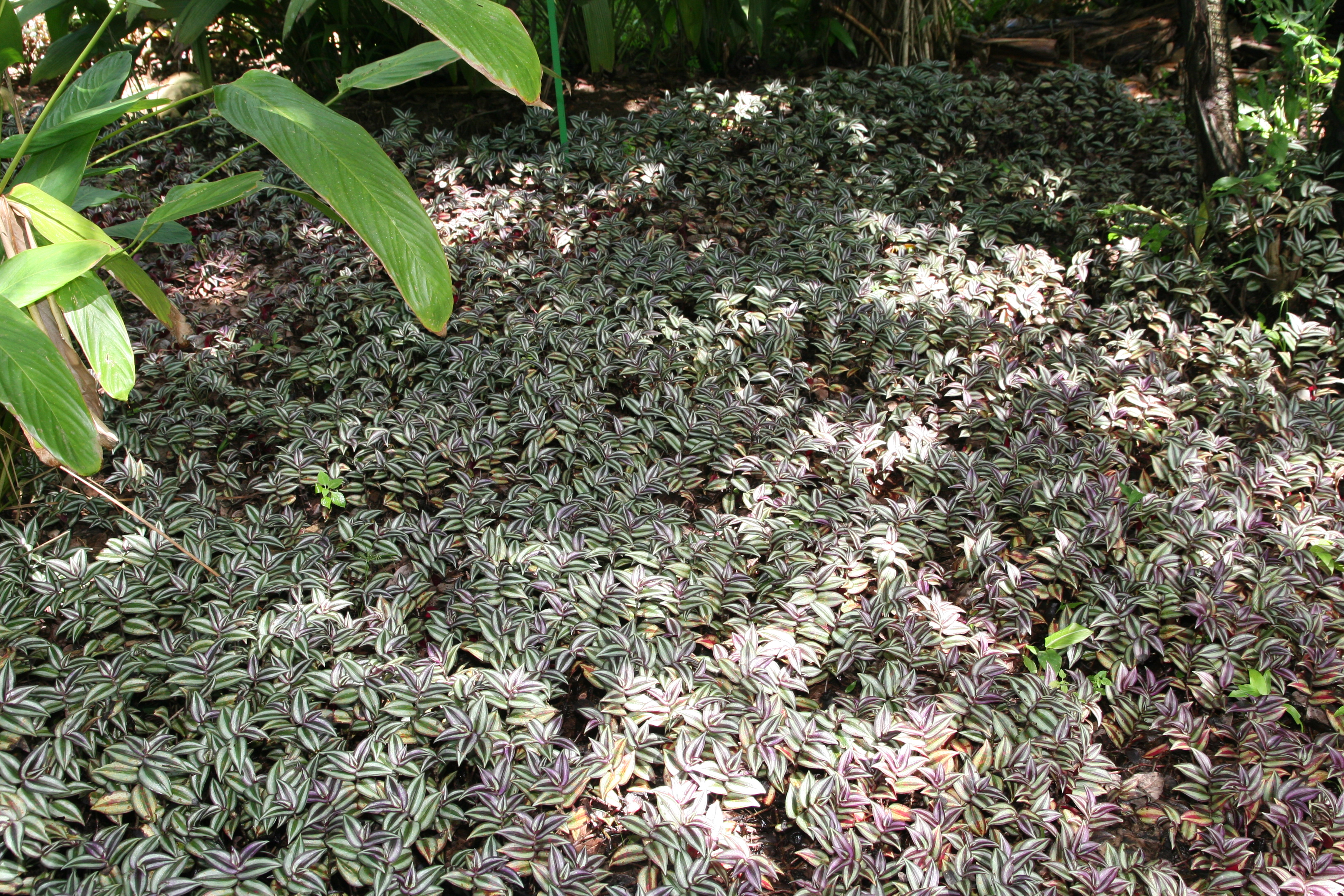
Покрывающая почву колония в ботаническом саду
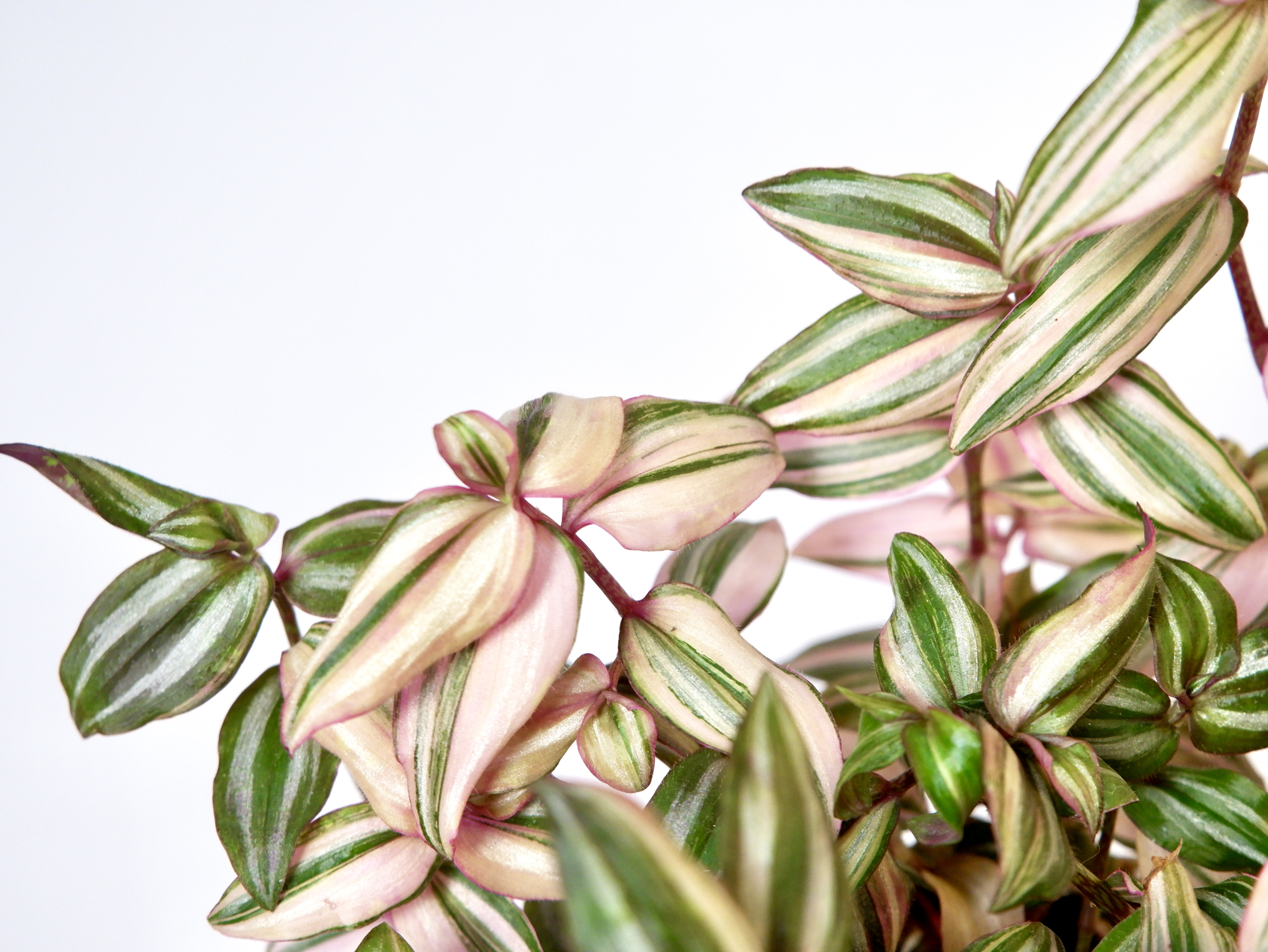
Вариегатный культивар Tradescantia zebrina 'Danny Lee'

## Распространение
Естественный ареал охватывает неотропики Центральной Америки от Мексики до Панамы и Колумбии.
В качестве интродуцента вид широко натурализовался в юго-западных областях США, на Антильских островах, в Южной Америке, в некоторых странах Африки, в Бангладеше, в Юго-Восточном Китае, на Филиппинах, острове Яве и на западе Австралии.

### Инвазивность

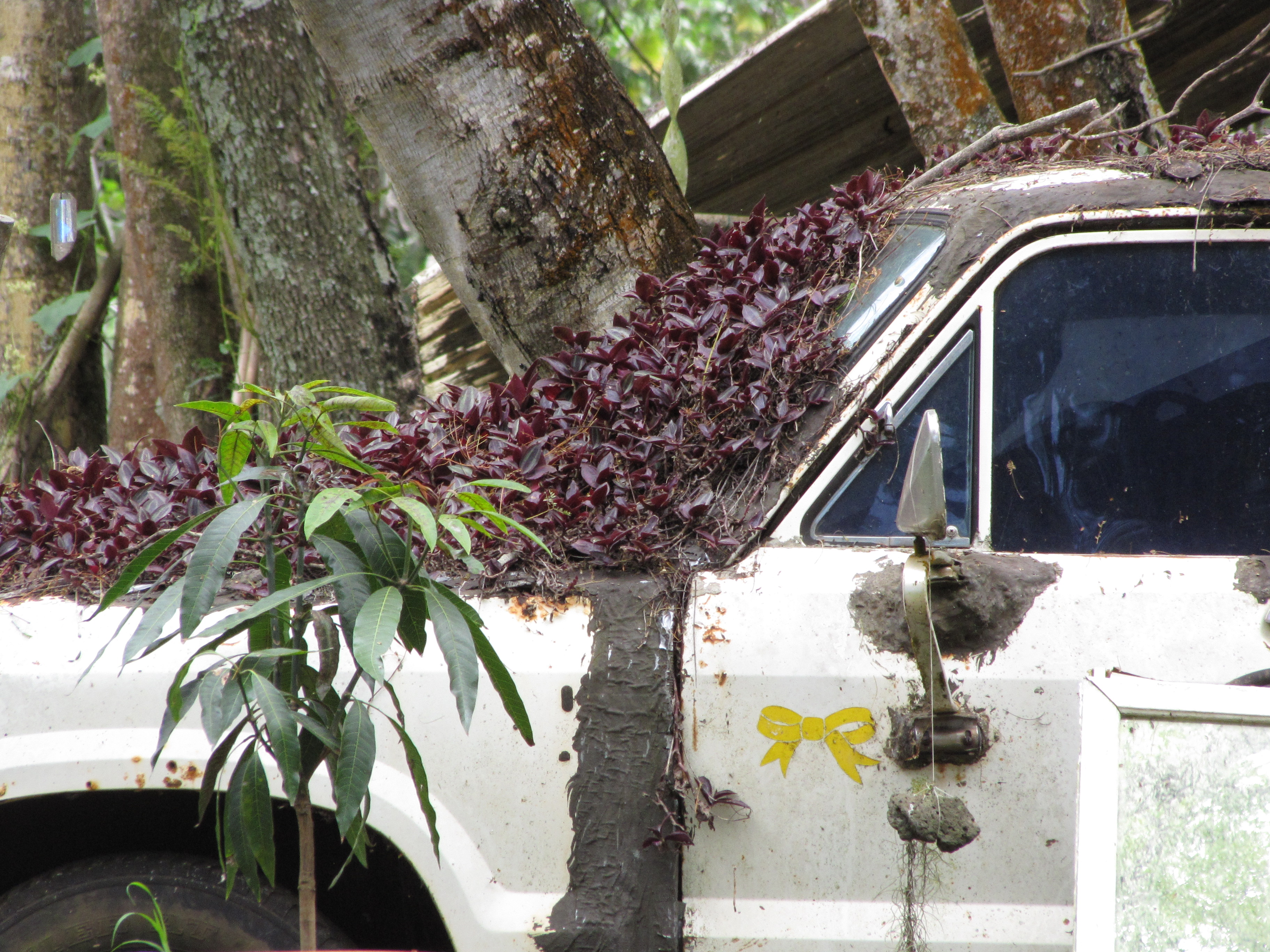
Trandescantia zebrina поглощает автомобиль

Вид классифицируется как инвазивный категории 1b в Южной Африке, и поэтому там его запрещено высаживать и размножать. Любая торговля семенами, черенками или другим материалом для размножения запрещена. Вид нельзя перевозить или высаживать как в сельской, так и в городской местности. Также рассматривается как инвазивный вид на Галапагосских островах.

## Среда обитания
Произрастает в основном в сезонно засушливых тропических биомах.

## Применение
Растение популярно в культуре благодаря быстрому росту и привлекательной листве. Используется как почвопокровное и комнатное растение.
Используется в качестве лекарственного растения.

## Таксономия
Tradescantia zebrina Bosse, 1849, первое упоминание в Vollst. Handb. Bl.-Gärtn., ed. 4: 655.

### Синонимы
Гомотипные (основанные на одном и том же номенклатурном типе):
- Commelina zebrina (Bosse) André (1866)
- Cyanotis zebrina (Bosse) Nees (1851)

### Разновидности
Подтвержденные разновидности по данным сайта Plants of the World Online на 2023 год:
- Tradescantia zebrina var. flocculosa (G.Brückn.) D.R.Hunt
- Tradescantia zebrina var. mollipila D.R.Hunt
- Tradescantia zebrina var. zebrina